# Bjarni Sigurðsson
Bjarni Sigurðsson   (Islàndia, 16 d'octubre de 1960) és un exfutbolista islandès de la dècada de 1980.
Fou 41 cops internacional amb la selecció islandesa.
Pel que fa a clubs, fou jugador, entre d'altres, de Keflavik ÍF, ÍA Akranes, SK Brann i Valur Reykjavík.